# Ägyptisch Blau
Ägyptisch Blau ist ein blaues anorganisches Mineralpigment, das wegen seines seltenen natürlichen Vorkommens meist künstlich hergestellt wird. Bei der farbgebenden mineralischen Hauptphase handelt es sich um Cuprorivait ({\displaystyle \mathrm {CaCuSi_{4}O_{10}} }). Neuzeitliche Synonyme sind Blaue Fritte, Frittenblau, Kupferfritte, Pompeijanisch Blau und Kupferblau sowie Nil-Blau in Ägypten. Kyanos (griech.) und caeruleum (lat.) sind antike Bezeichnungen für die Farbe Blau. Die häufig anzutreffende Bezeichnung „Blaue Fritte“ ist jedoch nicht korrekt, da der Begriff „Fritte“ eine durch Schmelzen zusammengebackene Glassplittermasse bezeichnet. Bei Ägyptisch Blau handelt es sich jedoch um eine inhomogene Masse aus Cuprorivait-Kristallen mit anderen Bestandteilen. Im Colour Index steht es unter der Nummer C.I. Pigment Blue 31.

## Merkmale

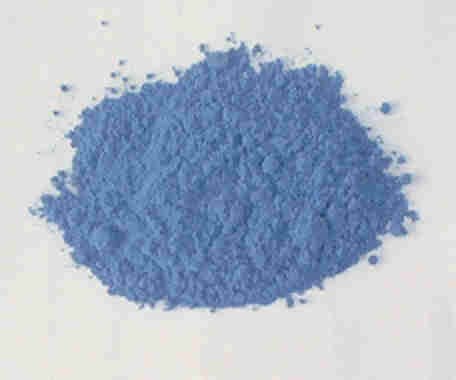
Ägyptisch Blau

Ägyptisch Blau ist als grobkristallines Pigment (Korngröße ca. 80 μm) von neutralblauer, kräftiger Farbigkeit. Typisch ist der durch die schichtsilikatische Struktur hervorgerufene „Glitzereffekt“. Fein gemahlene Sorten (Korngrößen kleiner als 50 μm) hellen stark auf.
2013 wurde festgestellt, dass das Pigment sehr leicht in extrem dünne Schichten (Nanoblätter) zerfällt. Zudem würden diese Schichten bei Anregung durch Licht noch lange Zeit eine starke Strahlung im Nahinfrarot-Bereich abgeben, was das Material für Anwendungen in der biomedizinischen Bildgebung, für Licht emittierende Geräte oder für Sicherheitstechnik interessant macht.

## Darstellung
Zur Synthese des Ägyptisch Blau im Labormaßstab kann ein stöchiometrisches Gemisch der Metalloxide seiner Bestandteile (Silicium, Calcium und dem färbenden Kupfer) verwendet werden. Sie kann aber auch durch Verwendung von Siliciumdioxid und der entsprechenden Carbonate durchgeführt werden, wie es Kendrick und Kirk taten. Dazu werden die stöchiometrischen Mischungen z. B. in Porzellantiegeln auf 1000 °C für 16 Stunden erhitzt. Anschließend wird die Mischung langsam abgekühlt, im Mörser fein verrieben und erneut auf 1000 °C für 16 Stunden erhitzt. Abschließend wird das Produkt in halbkonzentrierter Salzsäurelösung gekocht, um unreagiertes Material zu entfernen, mit destilliertem Wasser gewaschen und an der Luft getrocknet. Die Ausbeute kann durch Zugabe eines Flussmittels, wie z. B. Natriumtetraborat, oder durch Druck erhöht werden.
Früher wurde zur Herstellung fein gemahlener Quarzsand und Kalkstein mit Kupfererz oder Bronzespänen und etwas Natron oder salzhaltiger Pflanzenasche versetzt und bei mindestens 870 °C für mehrere Stunden gebrannt. Wichtig ist, dass das Verhältnis Kupfer zu Calcium ungefähr 1:1 beträgt, denn nur dann entsteht das kristalline Schichtsilikat mit der gleichen chemischen Zusammensetzung wie das natürliche Mineral Cuprorivait ({\displaystyle \mathrm {CaCuSi_{4}O_{10}} }). In der Natur kommt Cuprorivait nur sehr selten vor. Bisher ist es in geringen Mengen nur in Vesuvlava nachgewiesen.

## Farbigkeit
Die Farbigkeit der Verbindung rührt von den durch SiO4 quadratisch planar koordinierten Cu2+-Kationen. Mit Hilfe der Kristallfeldtheorie kann gesagt werden, dass das Kupferkation ein Tetraederfeld aufspannt, dabei werden die Sauerstoffatome des Silicats als Liganden angesehen und als negative Punktladungen behandelt, die mit den d-Orbitalen des Kupfer wechselwirken. Da sich die Liganden zwischen den Koordinatenachsen anordnen, wechselwirken sie vor allem mit den dxy-, dxz- und dyz-Orbitalen des Kupfers. Diese Orbitale haben dadurch ein höheres Energieniveau als die anderen beiden d-Orbitale (dx2−y2 und dz2). Das Kupfer bringt neun Valenzelektronen in das System ein und besetzt damit sowohl die energetisch günstigeren als auch die energetisch ungünstigeren d-Orbitale mit Elektronen. Mit einer bestimmten Menge an Energie können nun Elektronen aus den energetisch günstigeren Orbitalen in die energetisch ungünstigeren angehoben werden. Diese Energiemenge ist genauso groß wie die Energiedifferenz zwischen den d-Orbitalen und wird vom Licht geliefert. Befindet sich dieses Licht innerhalb des sichtbaren Spektrums, so wird nun die Komplementärfarbe sichtbar. Bei Ägyptisch Blau wird gelbes Licht absorbiert und somit erscheint uns der Stoff blau.

## Geschichte

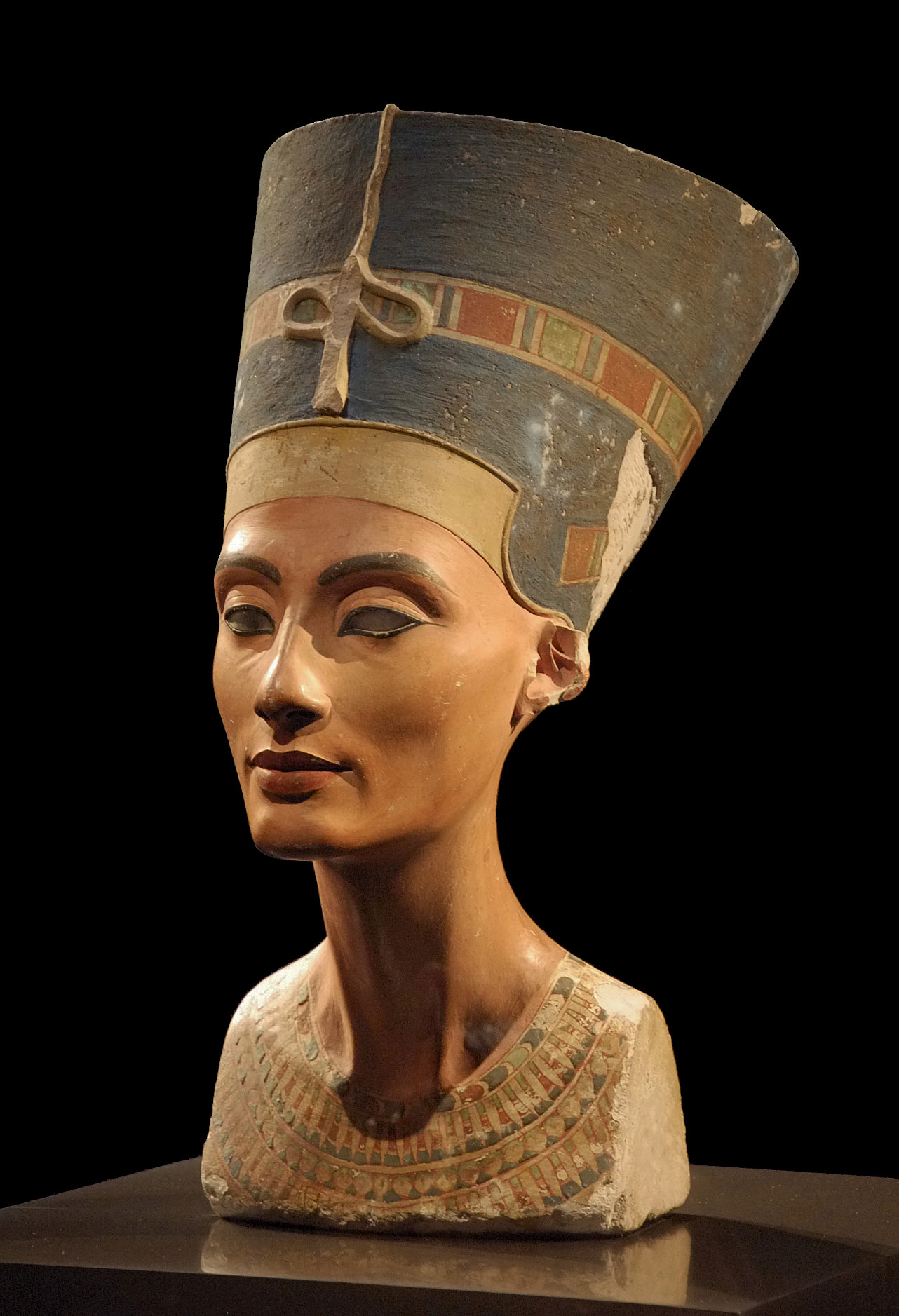
Ägyptisch Blau in der Krone der Büste der Nofretete (Ägyptisches Museum Berlin)

Ägyptisch Blau zählt zu den ältesten künstlich hergestellten Farbpigmenten. Eine Verwendung im alten Ägypten ist seit der 4. Dynastie (2639–2504 v. Chr.) durch Lucas & Harris belegt. Die Entdeckung des Pigments stand vermutlich in engem Zusammenhang mit der älteren Herstellung von farbig glasierter Keramik (ägyptische Fayence), da hierfür dieselben Rohstoffe verwendet wurden.
Ägyptisch Blau wurde nahezu durch alle folgenden Dynastien hinweg verwendet. Ausnahmen finden sich in den politisch unruhigen Zwischenzeiten, wo als Blaupigment Mischungen aus Ruß und Weiß nachgewiesen wurden. In der Antike verbreitete sich Ägyptisch Blau nach Mesopotamien, Griechenland sowie dem Römischen Reich und seinen Provinzen.
2009 konnten mit Hilfe einer hochsensitiven Methode auf manchen Skulpturen der Elgin Marbles Spuren des Pigments nachgewiesen werden. Seit längerem vermuten Forscher, dass der heute in reinweißem Marmor erstrahlende Parthenon ursprünglich zumindest teilweise bemalt war, was durch diesen Fund nun als gesichert angesehen werden kann.

## Römische Produktion von Ägyptisch Blau

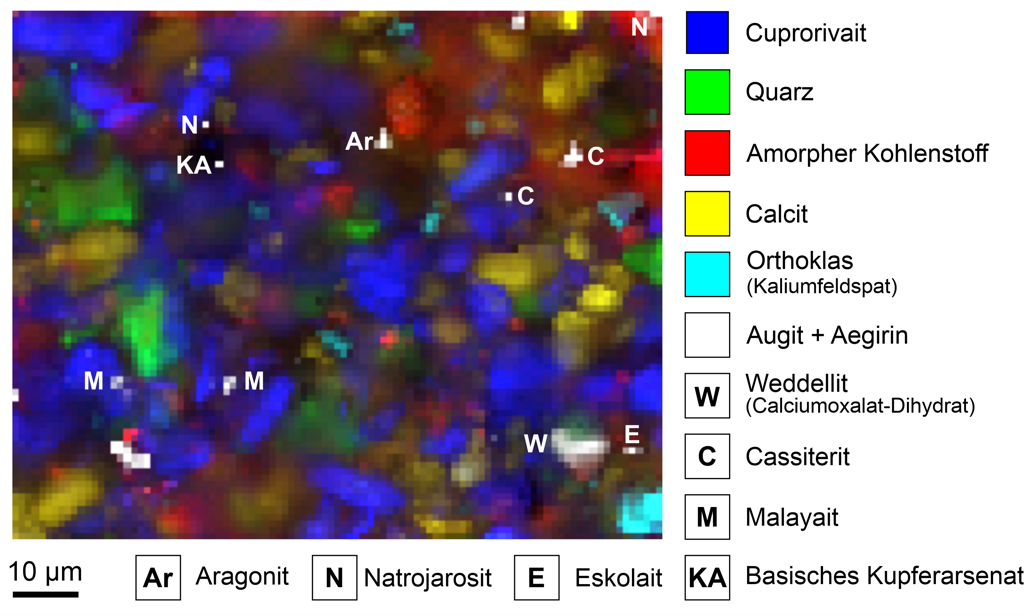
Mittels Raman-Mikroskopie erstellte Phasenverteilungskarte einer Farbschicht aus der Kirche St. Peter ob Gratsch mit einer Vielzahl an Haupt-, Neben- und Spurenbestandteilen von Ägyptisch Blau

Römische Quellen berichten um die Zeitenwende vom Transfer der Produktionstechnologie durch einen gewissen Vestorius von Alexandria nach Pozzuoli bei Neapel (Kampanien, Süditalien). Archäologische Evidenzen belegen tatsächlich Produktionsstätten in den nördlichen Phlegräischen Feldern und scheinen auf eine Monopolstellung in Erzeugung und Handel von Pigmentkügelchen hinzudeuten. Ägyptisch Blau ist aufgrund seiner fast ausschließlichen Verwendung das Blaupigment par excellence der römischen Antike; seine maltechnische Spur verliert sich im Lauf des Mittelalters.
2021 gelang der Nachweis von frühmittelalterlichem Ägyptisch Blau (5.–6. Jahrhundert) an einem Wandmalereifragment aus der Kirche St. Peter ob Gratsch (Südtirol, Norditalien). Mittels eines neuen analytischen Ansatzes wurden erstmals 28 verschiedene Minerale mit Gehalten vom Prozentbereich bis zu 0,1 Promille in der Malschicht erfasst. Durch Einbeziehen von Wissen aus benachbarten Disziplinen gelang es, die in den bislang nicht zugänglichen Spurenbestandteilen konservierten Informationen über Art und Herkunft der Rohmaterialien, Herstellung und Anwendung des Pigments bis hin zur Alterung der Malschicht auszulesen und die individuelle „Biographie“ des Ägyptisch Blau aus St. Peter zu rekonstruieren. Dieser Paradigmenwechsel in der Forschungsgeschichte zu Ägyptisch Blau lieferte naturwissenschaftliche Evidenzen für die Produktion in den nördlichen Phlegräischen Feldern (Übereinstimmung mit Spurenmineralen in den Strandsanden am Golf von Gaeta), die Verwendung eines sulfidischen Kupfererzes (anstelle von häufig genanntem metallischem Kupfer oder Bronze) und Pflanzenasche als Flussmittel in der Rohstoffmischung. Außerdem fanden sich Belege für eine von Festkörperreaktionen dominierte Synthese, wogegen das Aufschmelzen zu Glas eine vernachlässigbare Rolle gespielt haben dürfte.
Eine Nachfolgestudie an römisch-kaiserzeitlichen, in Aventicum und Augusta Raurica (Schweiz; 1.–3. Jahrhundert) ausgegrabenen Pigmentkugeln bestätigte 2022 die Resultate. Die übereinstimmende Zusammensetzung aus mittlerweile etwa 40 nachgewiesenen Mineralen stellt eine Verbindung zu den nördlichen Phlegräischen Feldern her, außerdem haben ein sulfidisches Kupfererz und Pflanzenasche wiederum ihre Spuren hinterlassen. Das Römische Produktionsmonopol bestand also wohl für Jahrhunderte. Daneben wiesen die Analysen ungewollte Nebenprodukte der Synthese in Form weniger Mikropartikel auf den Kugeloberflächen nach, die auf nicht ganz ideale Brenndauern bzw. Mischungsverhältnisse zurückzuführen sind: ein Cuprorivait mit Kristallbaufehlern in seiner Schichtstruktur und ein grünes, da kupferhaltiges Glas, welches erstmals Ramanspektroskopisch charakterisiert werden konnte.